# Gerard Bloemen
Gerard Bloemen (14 oktober 1939 - 24 november 2020) was een Belgische politicus voor CD&V. Hij was burgemeester van Overpelt van 1999 tot 2006.

## Biografie
Bloemen was sinds 1982 actief in de Overpeltse politiek. In dat jaar werd hij gemeenteraadslid voor de CVP. In 1989 werd hij schepen onder toenmalig burgemeester Karel Pinxten, en volgde hem op als waarnemend burgemeester toen Pinxten minister werd. In 2006 volgde hij Pinxten opnieuw op toen deze naar het Europese Rekenhof vertrok.